# Sıla Şahin-Radlinger

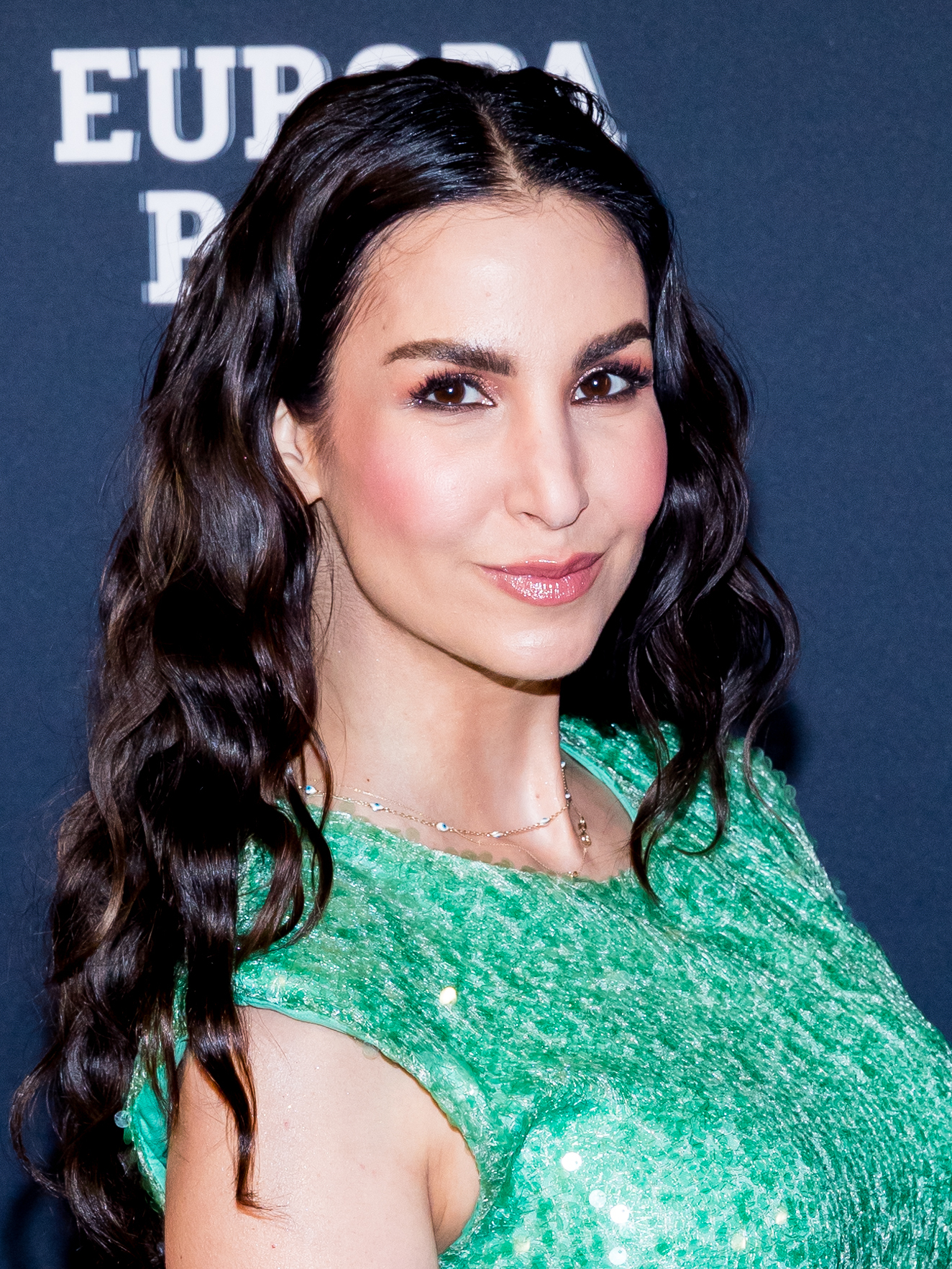
Sıla Şahin-Radlinger, 2024

Sıla Şahin-Radlinger (anhörenⓘ geborene Şahin; * 3. Dezember 1985 in West-Berlin) ist eine deutsche Schauspielerin.

## Leben und Karriere

### Ausbildung und Schauspielerin
Die türkischstämmige Sıla Şahin spielte bereits in der Theater-AG ihrer Schule erste Rollen und arbeitete als Model. Şahin absolvierte dann eine Ausbildung zur Kosmetikerin und besuchte parallel die Schauspielschule Charlottenburg in Berlin. Außerdem nahm sie privaten Schauspielunterricht. Neben ihrer Schauspielausbildung hatte sie Ballettunterricht und Gesangsunterricht in Berlin-Charlottenburg.
Beim Berliner „PE-Ensemble“ spielte sie die Rolle der Regine in dem Theaterstück Gespenster von Henrik Ibsen.
Bekannt wurde sie durch ihre Hauptrolle in der Fernsehserie Gute Zeiten, schlechte Zeiten. Şahin spielte darin von 2009 bis 2014 die Rolle der Ayla Höfer geb. Özgül. Sie bekam am 26. Oktober 2012 bei der Preisverleihung des German Soap Award 2012 in Berlin zwei Preise und zwar in den Kategorien: „Sexiest Woman“ und „Schönstes Liebespaar“ (zusammen mit Jörn Schlönvoigt).
Vor Gute Zeiten, schlechte Zeiten spielte sie unter anderem in der wiederkehrenden Rolle der Elif Kılıç in der ZDF-Serie KDD – Kriminaldauerdienst und im preisgekrönten Spielfilm Verfolgt (2006). Auch der türkische Kinofilm JanJan wurde mit ihr besetzt.
2012 nahm sie eine Gastrolle in der RTL-Action-Serie Alarm für Cobra 11 – Die Autobahnpolizei an. Anfang 2013 war Şahin in der Folge Gefüllter Fisch in der ZDF-Krimiserie Notruf Hafenkante in einer Episodenhauptrolle zu sehen und Anfang Oktober 2013 spielte sie in der Folge Lucky Punch in der ZDF-Krimiserie Notruf Hafenkante mit.
Im April 2014 war Şahin in der Krimi-Serie Kommissar Marthaler – Partitur des Todes in einer kleinen Rolle zu sehen. Ende Oktober 2014 übernahm sie in der ARD-Vorabendserie Verbotene Liebe die Gastrolle der Gina Schmitz. Şahin spielte am 1. Januar 2015 in einer Episode der ZDF-Serie Kreuzfahrt ins Glück mit. Des Weiteren spielte sie Ende Januar 2015 in einer Episodenrolle in der ZDF-Vorabendserie Sibel & Max mit. Ende März 2015 hatte sie eine Episodenrolle bei der RTL-Serie Block B – Unter Arrest. Am 5. Juli 2015 trat sie mit einer Gastrolle in der sonntäglichen ARD-Vorabendserie Lindenstraße auf. Auch in der Folge vom 12. Juli 2015 war sie zu sehen.
In der Saison 2017 spielte Şahin bei den Karl-May-Festspielen in Bad Segeberg an der Seite von Alexander Klaws in der Titelrolle und Mathieu Carrière die Rolle der Comanchin und Häuptlingstochter Lea-tshina in Old Surehand.

### Shows, Moderation und Werbung

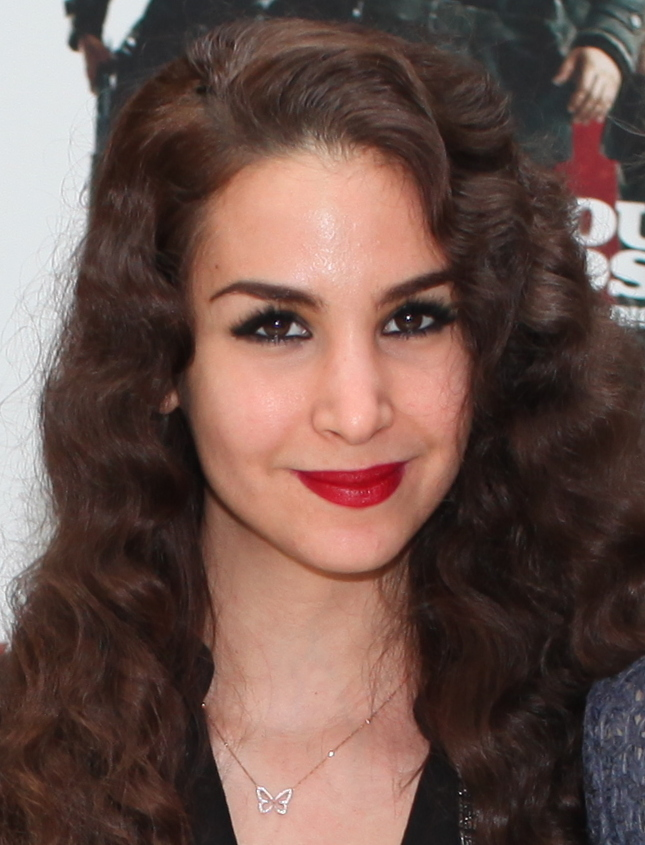
Sıla Şahin, 2014

Von April bis Mai 2013 nahm Şahin an der RTL-Tanzshow Let’s Dance teil. Mit ihrem Tanzpartner Christian Polanc erreichte sie hinter Manuel Cortez und Melissa Ortiz-Gomez den zweiten Platz. Şahin nahm 2013 außerdem zusammen mit Isabell Horn und Janina Uhse an der Koch-Show Grill den Henssler teil. Im Januar 2017 wurde sie Teil des „Team Boulevard“ bei Duell der Stars – Die Sat.1 Promiarena. Drei Monate später im April nahm sie an Das große Backen – Promispezial teil. Şahin designte zusammen mit Liliana Nova Fußballtrikots für das Label McWEAR. Anlässlich der Fußball-Weltmeisterschaft 2014 moderierte sie die Fußball-WM-Sendung #BraSila auf dem Social-TV-Sender Joiz Germany und zum WM-Finale auch die iTunes-Chartssendung Coffee + Charts. Im August 2014 wurde offiziell bekannt, dass Şahin das Gesicht der Anti-Haarverlust-Pflegeserie von Pantene Pro-V ist. 2020 war sie Kandidatin der Sat.1-Show Buchstaben Battle. 2022 ist sie Teil von Showtime of my Life – Stars gegen Krebs.

### Persönliches
Sıla Şahin-Radlinger wurde in Berlin-Spandau geboren. Sie spricht Deutsch, Englisch und Türkisch.
Sie setzt sich für die Tierrechtsorganisation PETA ein. Mit ihrem GZSZ-Schauspielkollegen Tayfun Baydar unterstützt sie damit PETAs Kampagne gegen den Kauf und Handel von Tieren bei Züchtern. Şahin engagiert sich ehrenamtlich für die Deutsche Knochenmarkspenderdatei (DKMS) und warb 2013 bundesweit in TV-Spots für die Stammzellspende. Ihre Motivation, die DKMS zu unterstützen, resultiert aus dem Verlust einer Jugendfreundin, die mit 14 an Leukämie erkrankte und daran starb.
Von 2010 bis 2013 war sie mit ihrem Schauspielkollegen Jörn Schlönvoigt liiert. Im Mai 2013 machte sie ihre Beziehung zum Fußballprofi İlkay Gündoğan öffentlich, deren Ende im September 2015 bekannt gegeben wurde. Seit 2016 ist sie mit dem Fußballprofi Samuel Şahin-Radlinger verheiratet. Mit ihm hat sie zwei Kinder, die 2018 und 2019 zur Welt kamen.

## Aktfotos
Şahin war im Mai 2011 die erste türkischstämmige Deutsche, die auf der Titelseite des deutschen Playboy-Magazins abgebildet wurde. Şahin äußerte, die Aktfotos seien für sie „eine Befreiung von den kulturellen Zwängen der [ihrer] Kindheit“.
Die Reaktionen waren gemischt und reichten von Zustimmung bis zu persönlichen Diffamierungen.
Die Welt kommentierte die Bilder als Anknüpfung an die frühere aufklärerische Tradition des Magazins Playboy. Şahins Nacktheit stelle einen Akt der weiblichen Selbstbestimmung dar, symbolisiere den Ausbruch aus der häuslichen Einsperrung und fungiere als anschaulicher Kontrapunkt zum muslimischen „Kopftuchmädchen“. Die türkischstämmige Journalistin Hatice Akyün warf dem Playboy vor, man habe Şahin bewusst in orientalistischer Aufmachung als Vertreterin der türkischen Gemeinschaft in Szene gesetzt, um vor dem Hintergrund der aufgeladenen Integrationsdebatte Publizität zu erlangen. Gökçe Yurdakul vom Institut für Sozialwissenschaften der Berliner Humboldt-Universität plädierte dafür, in Şahin nicht die Tochter türkischer Einwanderer zu sehen, sondern die Veröffentlichung ihrer Aktfotos als autonomen Akt der Selbstbestimmung einer Frau zu verstehen. Als Reaktion auf die Debatte sagte der Chefredakteur des Playboy Florian Boitin, Şahin sei keine Muslima und die Aktfotos stellten keine religiöse Aussage dar.

## Filmografie
| - 2007–2009: KDD – Kriminaldauerdienst (9 Folgen) - 2009–2014: Gute Zeiten, schlechte Zeiten (1115 Folgen) - 2012: Alarm für Cobra 11 – Die Autobahnpolizei – Die Nervensäge - 2012: Countdown – Die Jagd beginnt – Nutte Nr. 5 - 2012–2013, 2016–2017: Notruf Hafenkante (7 Folgen) - 2014: Kommissar Marthaler – Partitur des Todes - 2014: Schmidt – Chaos auf Rezept – High Escort für alle! - 2014: Verbotene Liebe (13 Folgen) - 2015: Sibel & Max – Schief gewickelt - 2015: Block B – Unter Arrest – Hinter dem Vorhang - 2015: Lindenstraße (2 Folgen) - 2015: SOKO Stuttgart – Letzte Rettung - 2017–2018: Offscreen (18 Folgen) - 2019–2020: Nachtschwestern - 2023–2024: Alles was zählt | - 2006: Verfolgt - 2007: JanJan - 2009: The Basement |